# Abbas Uddin
Abbas Uddin ou Abbasuddin Ahmed (Tufanganj, 27 de outubro de 1901 - 30 de dezembro de 1959) foi um cantor indiano.
Foi, durante grande parte de sua vida, músico autodidata, exceto por um breve período de tempo, quando estudou com o também músico Jamiruddin Khan, em Calcutá. Uddin cantou diferentes tipos de canções de música moderna, patriótica e islâmica, assim como canções em língua urdu. Entretanto, foi a música folclórica que o tornou conhecido.
Se tornou muito popular com suas interpretações de Jari Gan, Sari Gan, Bhatiyali, Murshidi Gan, Bichchhedi, Marsiya, Dehatattwa e Pala Gan, sobretudo quando estas foram gravadas em álbuns.
Abbas Uddin também interpretou composições islâmicas de Kazi Nazrull Islam, Jasimuddin e Golam Mostafa.